# Storia del comunismo

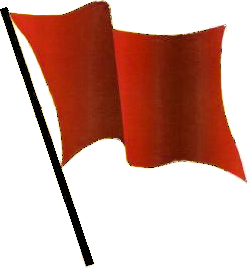
La bandiera rossa è un simbolo largamente condiviso da diversi movimenti nella storia del comunismo

La falce e il martello incrociati simbolo del comunismo marxista a partire dalla rivoluzione russa, rappresentante l'unione dei lavoratori delle campagne (Falce) e delle città (Martello)

Con storia del comunismo si intende l'insieme di studi storici riguardanti le teorie, i fatti, gli eventi legati al comunismo, inteso sia come movimento ideologico e politico, sia come forma di governo e di Stato dei paesi dove alcune forme di comunismo sono state prese a modello.
Nonostante gli eventi più significativi e rilevanti risalgano alla storia della modernità, l'aspirazione a creare una società egualitaria ha origini assai più lontane e ha dato vita nel corso dei secoli a teorie che nel tempo hanno assunto connotazioni e realizzazioni differenti suscitando consensi e critiche di ogni genere. Tali connotazioni spesso notevolmente divergenti sono comunque collegate con la visione utopica di una società di tipo egalitario, e le applicazioni pratiche di tale ideale spesso sono entrate in conflitto anche violento tra loro, non solo nelle ottocentesche contrapposizioni tra le categorie marxiane di socialismo utopistico e socialismo scientifico, dimostrando un ampio spettro politico del concetto comunistico.

## Età antica
Molti pensatori occidentali hanno concepito e propugnato idee di comunismo, alcune molto simili a quelle poi divenute note con questo termine solo nel XIX secolo, e differenti civiltà hanno applicato, in totale o in parte concetti comunistici, dal lavoro collettivo a fini sociali delle società precolombiane del continente sudamericano, ai diversi livelli di condivisione della proprietà in diverse culture tribali. Alcune analisi marxiste, confutano spesso tali esempi di comunismo di differente matrice, relegandoli a ruoli differenti.
Anche nel Cristianesimo delle origini vi sono aspirazioni, non coercitive, di tipo comunistico.
Gli Atti degli Apostoli nel secondo capitolo ai versetti 44-48 descrivono il funzionamento della prima comunità cristiana mettendo in risalto l'aspetto della comunione dei beni:
(Atti degli apostoli 2,44-48)
Gli stessi ideali liberamente accettati troveranno spazio negli ordini monastici oppure, nel medioevo e non solo, in alcuni movimenti ereticali come quello dei dolciniani. Fra Dolcino, viene difatti citato da filosofi di matrice marxista quali Antonio Labriola, e viene preso come spunto ed esempio in movimenti popolari di matrice socialista nell'Italia del primo novecento.

## Età moderna

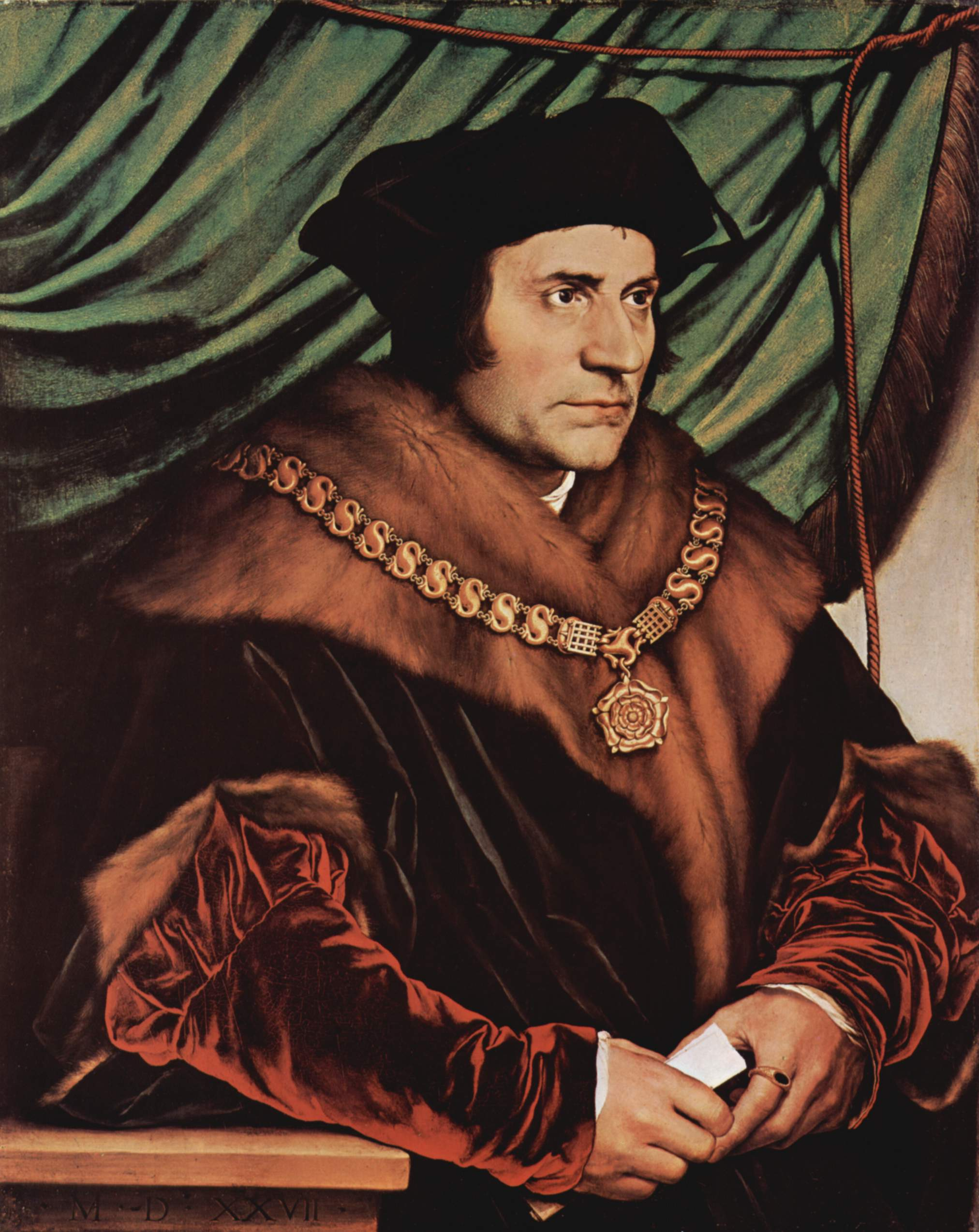
Tommaso Moro

Ideali di tipo comunistico e un progetto di abolire la proprietà privata torna in auge all'epoca della Riforma protestante, con la guerra dei contadini tedeschi, che sconvolge l'Europa ed è soffocata nel sangue. Fra i protagonisti di questo movimento rivoluzionario si annoverano Thomas Müntzer e Giovanni di Leida.

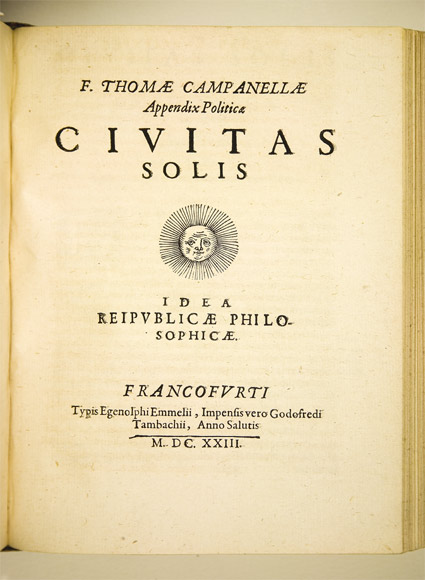
La città del sole di Tommaso Campanella parla di una città utopista dove la proprietà privata è abolita.

Rivolte popolari e insurrezioni più tardi definibili proletarie non erano nuove nel vecchio mondo, anche in epoca premoderna. Il Tumulto dei Ciompi, che avvenne a Firenze tra il giugno e l'agosto del 1378 è uno dei primi esempi di sollevazione per scopi economico-politici della storia europea, operaista, ma ascrivibile ad una società largamente pre-industriale, e non supportato da basi teoriche.
Più tardi Utopia di Tommaso Moro e La città del Sole di Tommaso Campanella descrivono ugualmente altre comunità ideali in vario grado comuniste.
L'idea di comunismo aleggia durante l'Illuminismo, influenzando diversi filosofi e soprattutto Jean-Jacques Rousseau, Gabriel Bonnot de Mably, Étienne-Gabriel Morelly (il cui pensiero influenza profondamente la Rivoluzione francese e il Giacobinismo), e altri circoli rivoluzionari egualitari, incarnati nella persona di Jean-Paul Marat.
Si segnalano poi, fra gli esperimenti di "comunismo reale", anche le reducciones del Paraguay impiantate dai Gesuiti nel XVIII secolo.

## L'Ottocento
Molti idealisti del XIX secolo, colpiti dalla miseria materiale e morale della rivoluzione industriale, fondano con poca fortuna comunità utopistiche, soprattutto nel Nuovo Mondo.
Il filosofo francese Étienne Cabet, nel suo libro Viaggi ed avventure di Lord William Carisdall in Icaria, descrive una società ideale in cui un governo eletto democraticamente controlla tutte le attività economiche e supervisiona le attività sociali, lasciando solo la famiglia come unica altra unità sociale indipendente. Nel 1848 cerca senza successo di organizzare comunità icariane negli Stati Uniti, anche se alcune piccole comunità icariane sopravvivono fino al 1898.

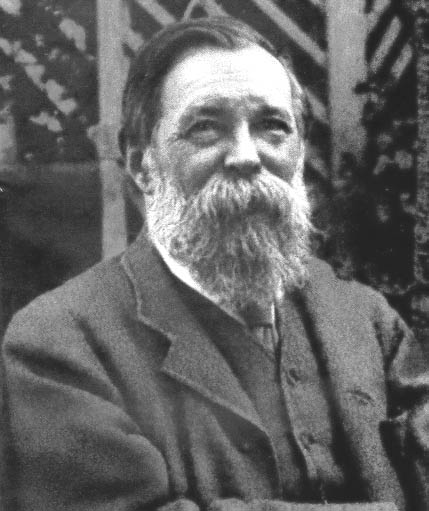
Friedrich Engels

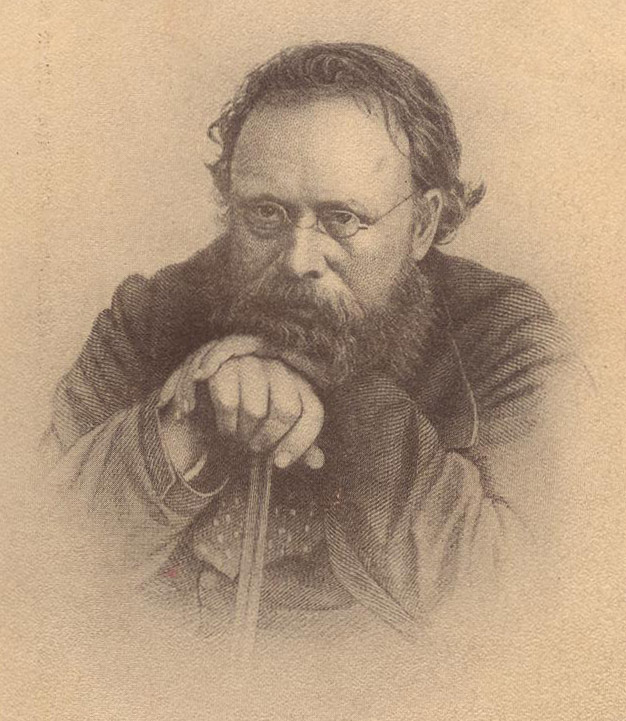
Pierre Joseph Proudhon

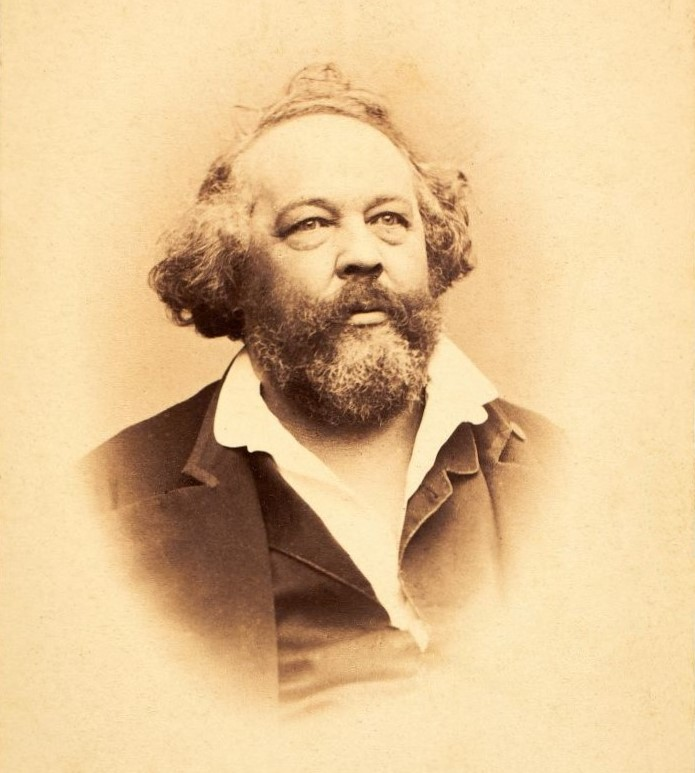
Michail Bakunin

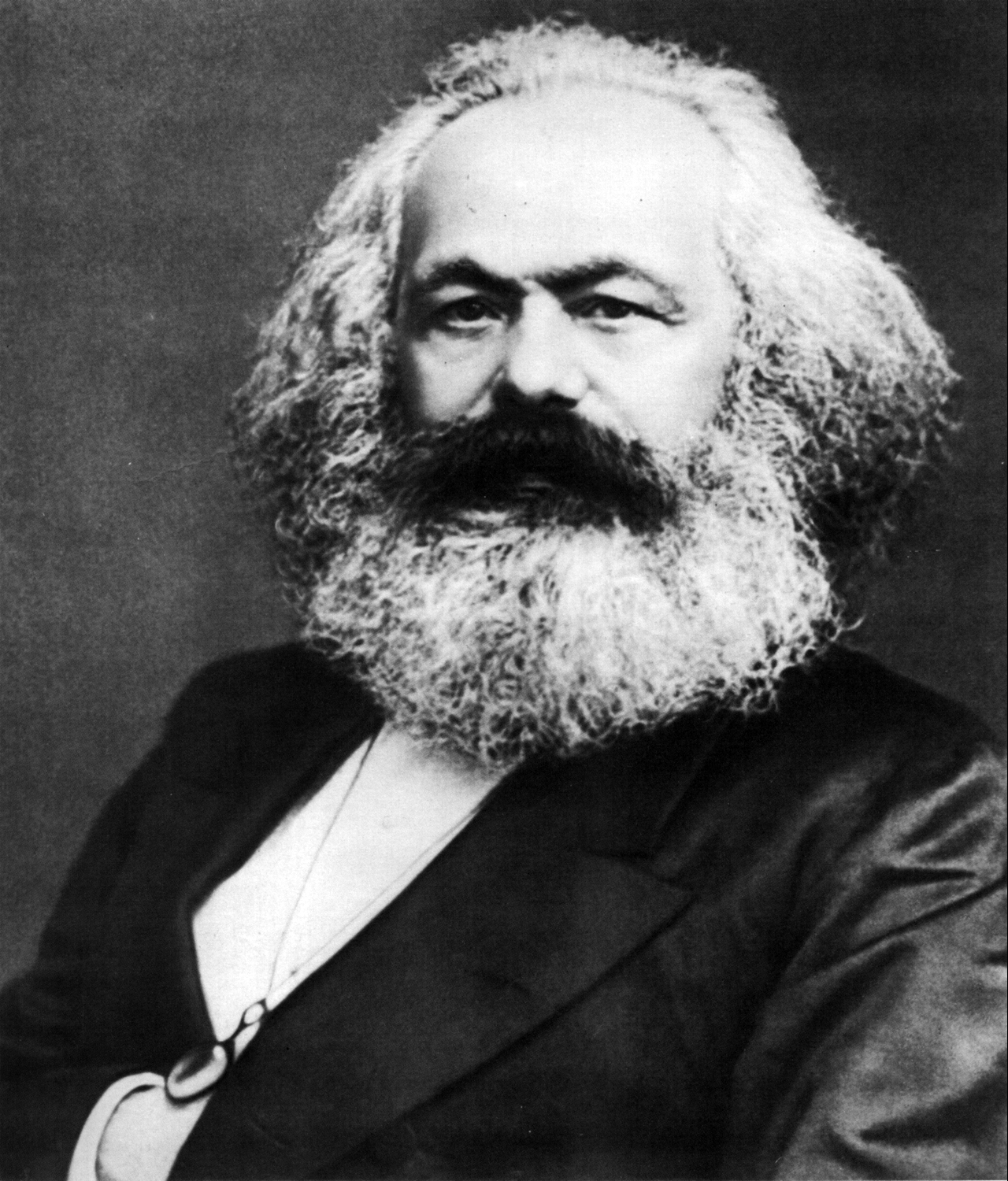
Karl Marx

Karl Marx e Friedrich Engels, il 21 febbraio 1848, pubblicarono il libro Manifesto del Partito Comunista, che spiegava le idee sull'abolizione della proprietà privata e sull'abbattimento dei governi borghesi lasciando il posto a governi proletari. Con loro il comunismo diventa un moto rivoluzionario.
Per Marx se la classe proletaria di tutti i paesi prendesse coscienza dei suoi comuni obiettivi, si unirebbero per rovesciare il sistema capitalista. Lo considerava, se lo svolgimento della storia avesse seguito la logica di una razionalità hegeliana, un risultato inevitabile di un processo storico in atto; potendosi comunque verificare, qualora il socialismo non fosse riuscito ad imporsi, l'imbarbarimento della società attraverso la rovina di ambedue le classi in lotta.
Dalle rovine del capitalismo sarebbe sorta una società in cui, dopo un periodo di transizione, la dittatura del proletariato, in cui lo Stato avrebbe controllato i mezzi di produzione, la loro proprietà sarebbe passata alla società stessa nel suo complesso, quindi lo Stato era destinato a dissolversi.
Vale la pena di notare come, secondo il pensiero marxiano, il comunismo si sarebbe dovuto sviluppare inizialmente in un paese ad alto tasso di industrializzazione come gli Stati Uniti d'America e non, come poi effettivamente avvenne, in un paese arretrato e prevalentemente agricolo com'era all'epoca dei fatti la Russia.
Contemporaneamente alle idee di Marx si sviluppa un'altra forma di idee vicine al comunismo: l'anarchismo. Esso è basato sul pensiero di Pierre-Joseph Proudhon. Tra il marxismo e l'anarchismo nacque una forte polemica, infatti quando Proudhon pubblicò il libro Filosofia della Miseria, Marx rispose pubblicando Miseria della filosofia. Lo scontro divampò all'interno dell'Associazione Internazionale dei Lavoratori. Tra il 1871 e il 1872 Marx e Engels misero gli anarchici in minoranza e loro lasciarono l'associazione con la ragione che l'anarchismo prevedeva un distacco proprio da quel tipo di organizzazione come l'Associazione internazionale dei lavoratori.
Il più importante teorico anarchico del primo periodo è Michail Bakunin che espose le sue idee nel libro Stato e Anarchia. Per Bakunin libertà e uguaglianza erano due obiettivi inscindibili.
Lo Stato, con la sua divisione tra governati e governanti, tra chi possiede la cultura e chi esegue il lavoro fisico, era in sé stesso un apparato repressivo e doveva essere dissolto senza il passaggio per una fase intermedia. Il modello proposto da Bakunin era quello di una libera federazione di comuni, regioni e nazioni in cui i mezzi di produzione, collettivizzati, sarebbero stati direttamente nelle mani del popolo tramite un sistema di autogestione.
Idee simili a quelle di Bakunin furono sviluppate da Pëtr Kropotkin, suo connazionale, scienziato oltre che filosofo. Criticando il darwinismo sociale che fungeva da giustificazione alla competizione capitalistica e all'imperialismo, nel suo saggio Il mutuo appoggio Kropotkin si propone di dimostrare come tra le specie animali prevalgano la cooperazione e l'armonia.
Nel 1871 nacque la Comune di Parigi e nonostante le divergenze i socialisti e gli anarchici di varie tendenze furono unanimi nel vedere in questa il primo tentativo da parte del movimento operaio di formare una società comunista. I comunardi presero il controllo di Parigi per due mesi e combatterono tanto contro la Prussia che contro il governo francese.
La Comune introdusse una serie di leggi che riducevano il potere dei detentori di proprietà, come quelle che cancellavano i debiti, prima di venire soppressa nel sangue. Marx più tardi criticò i comunardi per non essersi difesi con più energia, ma la lodò come primo esempio di insurrezione operaia.

## La prima metà del Novecento

### L'Europa occidentale e l'Italia
All'inizio del Novecento il pensiero socialista è ancora troppo influenzato da Marx e perciò non abbiamo ancora una vera separazione tra i movimenti socialdemocratici (riformisti e liberal-democratici) e quello comunista (rivoluzionario), cosa che avverrà dopo la Rivoluzione d'ottobre, quando i primi approderanno alle idee socialdemocratiche e liberalsocialiste.
Nel biennio 1919-1920, in Italia si generavano tumulti, scioperi e manifestazioni.
Quest'evento (guidato soprattutto dai comunisti) venne soprannominato "Biennio rosso" e c'era chi pensava (alcuni con terrore e altri con speranza) che si trasformasse in una rivoluzione.
Dopo la presa al potere dei fascisti in Italia, ogni rappresentazione sindacale, socialista e comunista venne repressa e ne fu molto colpito il Partito Comunista d'Italia, fondato da Antonio Gramsci a Livorno nel 1921.

### La Repubblica Socialista Federativa Sovietica Russa e l'URSS

Bandiera dell'URSS

Alla rivolta che rovesciò il regime monarchico zarista, nel 1917, generando la Repubblica russa, seguì una prima vittoria bolscevica, e la nascita della Repubblica Socialista Federativa Sovietica Russa. A questo, fece seguito, dal 1917 al 1921 (o 1923 secondo molti storici) la guerra civile russa che vide la vittoria dell'Armata Rossa, bolscevica sull'Armata Bianca, contro-rivoluzionaria.
L'egemonia bolscevica si impose anche su altre correnti comuniste, anti-zariste e rivoluzionarie, ma di spirito anarchico e libertario, come quelle ispiratrici della rivolta di Kronštadt, o la Machnovščina ucraina. A conclusione, nel 1922, verrà istituita l'Unione delle Repubbliche Socialiste Sovietiche, il primo Stato teso, almeno idealmente e inizialmente, a seguire molti degli ideali comunisti teorizzati da Marx, rielaborati da Lenin, ma purgati da molte istanze libertarie e spontaneiste, proprie del comunismo tout court. L'URSS crollò nel 1991.

#### Rivoluzione russa
Cominciò il 9 gennaio 1917, quando in molte città iniziarono manifestazioni contro la guerra e il 23 febbraio gli operai di una delle maggior industrie della città insieme ad altri lavoratori, scesero in piazza a proclamare lo sciopero generale.
Il 25 febbraio lo zar ordinò al comandante della guarnigione di liquidare i disordini.
Il 26 febbraio il reggimento della guardia sparò sulla folla lasciando sul terreno più di sessanta manifestanti, ma questo non bastò per riportare la calma in città.
Il 27 febbraio alcuni reggimenti della guardia si uniscono agli operai a cui distribuiscono anche parte delle armi.
La sera stessa, nel Palazzo di Tauride, si riunì il primo soviet di Pietrogrado.
Il 28 febbraio la rivolta scoppia anche a Mosca con esiti analoghi a quelli di Pietrogrado.
Nel frattempo lo zar decreta, senza alcun effetto, lo stato d'assedio nella capitale e nomina un dittatore militare.
Nella notte tra il 1º ed il 2 marzo, lo zar, ormai impossibilitato a raggiungere la famiglia, firmò un manifesto che prometteva una Costituzione.
Il 2 marzo il Soviet e il Comitato della Duma raggiunsero un accordo sulla deposizione dello zar e sulla formazione di un governo provvisorio che indica le elezioni per l'Assemblea Costituente.
Nella notte del 15 marzo lo zar Nicola II abdica in favore del fratello, il Granduca Michele, ma questi lo stesso giorno rinuncia al trono ponendo così fine alla monarchia in Russia ed ai cinque secoli di dominio della dinastia Romanov.1
I Bolscevichi non avevano avuto un ruolo da protagonisti nella rivoluzione di febbraio; infatti, il partito, benché avesse cinque rappresentanti alla Duma, era privo dei suoi dirigenti migliori, tutti in volontario esilio all'estero o deportati in Siberia. Anche nei soviet che si vanno ricostituendo in tutta la Russia la maggioranza è quasi sempre costituita da Socialisti rivoluzionari.
Non appena appreso dei fatti di febbraio Lenin, che si trova in Svizzera, decide di tornare in Russia. La Germania concede il permesso di transito per raggiungere la Svezia e di lì, attraverso la Finlandia, la Russia.
Il 3 aprile Lenin arriva a Pietrogrado, ad attenderlo vi è una folla enorme a riprova della rilevanza che le tesi dei bolscevichi cominciano ad avere all'interno del movimento rivoluzionario.
Il 4 aprile 1917, alla conferenza del partito bolscevico Lenin espone quelle che diventeranno le linee guida del partito per i mesi futuri.
Il proletariato deve porre fine al dualismo dei poteri, abbattendo il governo provvisorio, di ispirazione borghese, trasferendo tutto il potere ai soviet. I contadini devono occupare le terre dei grandi latifondisti. La guerra deve essere immediatamente fermata per giungere ad una pace senza profitti per alcuna delle parti.
Nel frattempo la politica ha registrato un violento scontro tra il governo provvisorio ed il soviet di Pietrogrado.
Con il passare dei mesi le contraddizioni insite nella complessa situazione della Russia dopo il febbraio 1917 si fanno sempre più evidenti.
Il 18 giugno, mentre a Pietrogrado si svolge una grande manifestazione, ha inizio un'offensiva militare sul fronte russo-tedesco, offensiva che deve principalmente servire per dimostrare alle potenze della Triplice intesa la volontà russa di continuare la guerra.
La situazione nelle città peggiora di giorno in giorno, i rifornimenti di viveri sono sempre più aleatori ed i prezzi di quei pochi disponibili crescono a vista d'occhio provocando una pesante inflazione della moneta.
Nelle campagne le occupazioni di terre aumentano, nel mese di giugno si registrano ottocentosettantacinque espropri illegali.
A tutto ciò va aggiunto che tra i lavoratori si fa sempre più strada la consapevolezza che malgrado l'economia sia allo sfascio i profitti delle imprese impegnate nella produzione bellica crescono in modo vertiginoso.
Tutti questi fattori concorrono nel portare sempre più lavoratori e soldati a prestare orecchio alla propaganda dei Bolscevichi che affermano la necessità di abbattere il governo e di trasferire tutto il potere ai soviet.
Il governo, nel tentativo di aumentare il suo controllo sulla capitale, decide di trasferire al fronte, poco alla volta, le unità della guarnigione che hanno partecipato alla rivoluzione di febbraio per sostituirle con truppe maggiormente fedeli.
I soldati di stanza a Pietrogrado si rendono conto di ciò ed insorgono contro il governo; il 3 luglio, dopo aver ottenuto l'appoggio degli operai dei grandi complessi industriali, si recano, nell'ambito di una manifestazione di protesta, alla sede del partito bolscevico chiedendo l'abbattimento del governo provvisorio.
I bolscevichi, pur ritenendo prematura l'azione, non osano opporsi al volere delle masse e danno inizio ad un tentativo rivoluzionario, che viene però rapidamente represso.
In seguito a questi fatti il partito bolscevico viene messo praticamente fuori legge ed i suoi dirigenti arrestati o costretti alla fuga.
Il fallimento del tentativo rivoluzionario di luglio convinse il governo provvisorio, e le forze che lo sorreggevano, che ormai il momento rivoluzionario era concluso.

Lenin parla al popolo russo.

Il principe Georgij Evgen'evič L'vov, presidente del Consiglio, chiese al governo una più incisiva azione contro i contadini che occupavano illegalmente le terre dei latifondisti e pretese le immediate dimissioni di Viktor Michajlovič Černov, socialrivoluzionario e ministro dell'agricoltura, affermando che invece di reprimerle incoraggiava tali azioni.
Presentandosi come l'unico in grado di salvare il paese, Aleksandr Fëdorovič Kerenskij ebbe buon gioco a farsi attribuire l'incarico di Primo ministro con ampi poteri su varie giurisdizioni, confermando così implicitamente le accuse di bonapartismo che da più parti gli erano già state rivolte.
La repressione delle azioni contadine, la soppressione della propaganda bolscevica e le misure per riportare all'obbedienza le truppe, tra cui la reintroduzione della pena di morte, fecero rapidamente perdere a Kerenskij il credito che fino a quel momento aveva avuto presso le masse.
Nei circoli politici di destra sempre più frequentemente si faceva il nome del generale Kornilov, che Kerenskij aveva nominato comandante in capo dell'esercito come dittatore militare.
Il 12 agosto, nel Teatro Grande di Mosca, si riunì, per volere del governo, un'assemblea di circa duemila persone, scelte dal governo stesso, che venne chiamato "Consiglio di Stato".
Erano presenti tutti i partiti tranne quello bolscevico.
Fu una passerella di discorsi senza dibattito o votazioni. L'intervento di Kornilov fu uno dei momenti culminanti. Egli chiese apertamente poteri dittatoriali allo scopo di salvare la Russia dai bolscevichi rinfacciando al governo di non rifornire a sufficienza l'esercito e di non essere capace di riportare la calma nel paese.
Il 19 agosto Kornilov abbandona Riga all'esercito tedesco, mettendo così in pericolo la stessa capitale Pietrogrado, e comincia a raccogliere, alle spalle del fronte truppe ritenute fedeli con lo scopo di farle marciare sulla capitale.
Kerenskij a questo punto, resosi conto delle intenzioni del generale lo destituisce atteggiandosi a salvatore della rivoluzione, ma è un bluff che dura poco, Kornilov non accetta gli ordini di Kerenskij ed ordina al generale Krymov di far marciare un corpo di cavalleria cosacca su Pietrogrado.
La città è nel caos più completo, il governo provvisorio non ha truppe con cui difendersi, sono i bolscevichi ad organizzare la difesa, in breve tempo viene formato un "Consiglio di guerra per la difesa di Pietrogrado" che organizza venticinquemila operai nella Guardia Rossa.
I lavoratori delle officine Putilov prolungano volontariamente l'orario a sedici ore ed in due giorni costruiscono duecento cannoni; le unità dell'esercito coinvolte nelle giornate di luglio, che erano state disarmate, tornano ad essere operative ed a loro si uniscono alcune migliaia di marinai provenienti dalla base navale di Kronštadt. Tutta la rete ferroviaria viene sabotata e resa inutilizzabile dagli stessi ferrovieri.
Mentre le unità al comando di Krymov sono nel caos più completo emissari del "Consiglio di guerra" prendono contatto con alcune di esse riuscendo a staccarle dall'azione. È la fine del tentativo contro rivoluzionario. Kornilov, Krymov, Denikin ed altri ufficiali verranno arrestati.
I bolscevichi si convincono che bisogna stringere i tempi per realizzare il passaggio del potere dal governo provvisorio, nato dalle giornate di febbraio ed emanazione della proprietà terriera e della borghesia industriale, ai soviet, rappresentanti le masse operaie e contadine.
Nel settembre 1917 la diffusione dei soviet nella Russia è disomogenea e comunque le due componenti: operaia e contadina rimangono ancora separate, nei soviet degli operai e soldati che si vanno formando nelle città i bolscevichi vedono aumentare costantemente la loro influenza mentre i soviet contadini sono saldamente nelle mani dei socialrivoluzionari.
Il 15 settembre 1917 Lenin, ancora nascosto ad Helsinki in Finlandia, scrive al Comitato Centrale del partito affinché venga iniziata la preparazione del passaggio dei poteri ai soviet.
Lenin rientra in segreto a Pietrogrado il 10 ottobre e vince le ultime resistenze interne al proprio partito sull'insurrezione.
Solo Zinov'ev e Kamenev ritengono azzardata la mossa e consigliano di aspettare l'apertura dell'Assemblea Costituente, apertura che il governo di Kerenskij ha fissato, dopo numerosi rinvii, al 28 novembre.
Lenin è convinto che il momento sia propizio non solo per la Russia ma anche per le altre nazioni europee che, sempre secondo il dirigente bolscevico, la guerra sta spingendo in una fase pre-rivoluzionaria.
Il 12 ottobre viene formato il Comitato militare rivoluzionario con sede nell'Istituto Smol'nyj, che ha il compito di dirigere l'insurrezione; a presiederlo viene chiamato Lev Trockij.

#### Rivoluzione d'ottobre
L'insurrezione prende il via la sera del 24 ottobre; durante la notte vengono occupati i punti più importanti di Pietrogrado: poste, telegrafi, stazioni ferroviarie, banche, ministeri. Il governo provvisorio praticamente cessa di esistere senza alcuna resistenza. Kerenskij fugge verso il fronte e gli altri ministri si rinchiudono nel Palazzo d'Inverno, che verrà occupato il mattino del 26 ottobre.
Nel frattempo, la sera del 25 ottobre, si è riunito il Secondo Congresso dei Soviet, ed è a questo organo che i bolscevichi consegnano il potere appena conquistato. Quella notte la discussione prosegue senza sosta ed alle cinque del mattino del 26 ottobre, mentre si arrendono le ultime sacche di resistenza nel Palazzo d'Inverno, viene decretato il passaggio del potere ai soviet. Come primo atto il congresso rivolge a operai soldati e contadini un proclama in cui afferma che il governo sovietico, in via di formazione, avrebbe offerto ai tedeschi la pace immediata ed avrebbe consegnato la terra ai contadini.
Nei giorni che seguono viene organizzato il primo governo sovietico che prende il nome di Soviet dei commissari del popolo.
A Mosca la rivoluzione inizia il 26 ottobre e gli scontri si concludono solo il 2 novembre con la resa del Cremlino.
Nel frattempo Kerenskij ha raggiunto il comando dell'esercito, la Stavka, e da lì cerca di organizzare una controffensiva.
Tutto quello che riesce a riunire sono circa ventimila cosacchi che affida al generale Krasnov. Una parte di questi si unisce alle truppe del governo sovietico; il resto viene sconfitto a Pulkovo dalle Guardie Rosse.
Nel resto della Russia la rivoluzione si diffonde in modo non uniforme ma a seconda dei rapporti di forza locali. I bolscevichi non hanno potuto definire un piano concertato per la rivoluzione in tutto il resto del paese e si affidano allo spontaneismo, convinti che l'esempio di Pietrogrado, e poi di Mosca, faccia da motore.
Mentre la rivoluzione si diffonde il nuovo governo sovietico muove i suoi primi passi ed emette i suoi primi atti formali.
Come già annunciato da Lenin il 26 ottobre il decreto sulla terra prevede l'immediata distribuzione, senza indennizzo, delle terre dei pomeščiki ai contadini privi di terra.
Con il decreto sulla pace si propone a tutti i belligeranti l'apertura immediata di trattative per una pace "giusta e democratica" accompagnate da un immediato armistizio di almeno tre mesi.
Al vecchio sistema giudiziario si sostituiscono i tribunali del popolo inizialmente di tipo elettivo; la polizia viene sostituita da una milizia composta prevalentemente di operai; viene realizzata la completa separazione tra Stato e chiesa; viene introdotto il matrimonio civile, con uguali diritti per entrambi i coniugi, e viene introdotto il divorzio; la donna ottiene la totale parità di diritti rispetto all'uomo; viene introdotta la giornata lavorativa di otto ore.
Riguardo all'esercito vengono tolte la differenze di trattamento fra soldati e ufficiali.
Sul fronte dell'economia vengono nazionalizzate tutte le banche private; il commercio estero diviene monopolio dello stato; flotta mercantile e ferrovie diventano statali, mentre le fabbriche vengono affidate direttamente agli operai.
Il nuovo governo denuncia anche tutti gli accordi internazionali compresi quelli segreti e sospende il rimborso dei prestiti ottenuti all'estero dal regime zarista.
Le forze contrarie all'azione bolscevica cercano nel frattempo di riorganizzarsi.
Kerenskij, dopo la precipitosa fuga da Pietrogrado si reca presso la Stavka, dove si sono rifugiati anche alcuni altri membri del disciolto governo provvisorio.
Mentre si forma, anche se con vita effimera, un nuovo governo provvisorio con a capo il socialista rivoluzionario Viktor Michajlovič Černov, Kerenskij, che da settembre ha anche assunto il grado di generalissimo ritira dal fronte circa ventimila cosacchi che affida al generale Krasnov con l'ordine di marciare su Pietrogrado. Una parte di queste truppe si sbanda durante l'avvicinamento alla capitale anche in seguito all'intervento di emissari bolscevichi che convincono i soldati ad unirsi alla rivoluzione, il resto viene battuta a Pulkovo e Gatčina dalla Guardia Rossa.
A partire dal 12 novembre, mentre nel paese è in pieno svolgimento, con risultati contrastanti, l'insurrezione bolscevica, si svolgono le elezioni, più volte rimandate, per l'Assemblea Costituente in base a liste ed a una legge elettorale definite dal precedente governo.
Secondo i risultati la partecipazione al voto risulta inferiore alla metà degli aventi diritto, i Bolscevichi ottengono il 25% dei voti, il Partito Cadetto il 13%, i Socialisti rivoluzionari il 58% e i Menscevichi il 4%.
Nelle città ed al fronte i bolscevichi salgono oltre il 40%, e talvolta come a Pietrogrado superano il 60%.
Quello che il voto rileva è l'intima debolezza della borghesia, rappresentata dal partito cadetto, ed il forte peso che i socialisti-rivoluzionari hanno nelle campagne.
Nelle campagne i socialisti rivoluzionari controllano anche i soviet contadini che si vanno formando.
La rivoluzione di febbraio e gli avvenimenti dei mesi che seguono rinvigoriscono tutta una serie di fermenti nazionalistici da sempre presenti nella complessa struttura politico-sociale della Russia.
Già a luglio 1917 Kerenskij concede un'ampia autonomia all'Ucraina.
A novembre il governo dei Soviet riconosce l'indipendenza della Finlandia e pubblica una risoluzione che sancisce i diritti delle minoranze nazionali.
Da questa dichiarazione nascerà l'Unione delle Repubbliche Socialiste Sovietiche.
Il 3 marzo 1918 la Russia e gli Imperi Centrali trattarono la pace con il Trattato di Brest-Litovsk in Bielorussia, presso la città di Brest.
Il trattato sancì l'uscita della Russia dalla prima guerra mondiale. Anche se la fine della guerra portò a esiti diversi rispetto a quanto previsto dal trattato, esso fu, seppur non intenzionalmente, di fondamentale importanza nel determinare l'indipendenza di Finlandia, Estonia, Lettonia, Lituania e Polonia.
Il periodo immediatamente successivo alla firma del trattato di pace con gli Imperi Centrali sembra voler concedere al giovane potere dei soviet il tempo di consolidarsi al punto che il 23 aprile Lenin può dichiarare che la guerra civile è finita.
Anche in questo caso la previsione di Lenin risulta errata: due mesi dopo la guerra infuria su decine di fronti ed il nuovo potere giunge alla soglia della distruzione.
Sul fronte interno la politica del nuovo governo deve registrare una gravissima crisi tra le due forze trainanti della rivoluzione di ottobre: gli operai ed i contadini. In particolare gli scioperanti furono oggetto di arresti e fucilazioni di massa.
Lo scontro avviene sul grave problema dei rifornimenti di grano alle città. La speranza dei bolscevichi che la distribuzione della terra ai contadini fosse una misura sufficiente per risolvere i problemi alimentari della Russia si rivela illusoria.
Molti contadini, non più costretti a lavorare per produrre un surplus producono solamente per il loro fabbisogno; in primavera il governo è costretto a dare inizio alle requisizioni di grano allo scopo di rifornire le città le cui scorte sono ormai esaurite. Anche se le requisizioni, almeno all'inizio, colpiscono principalmente i contadini più agiati i cosiddetti kulaki sono spesso alla base di vere e proprie rivolte, talvolta dirette dai rivoluzionari socialisti di sinistra e represse con un gran numero di deportati e la fucilazione di 200.000 contadini.

#### Comunismo libertario

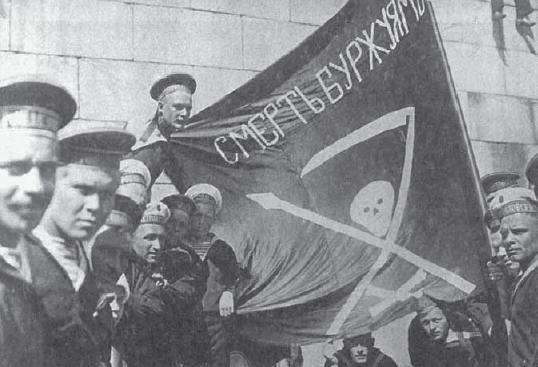
Insorti della marina imperiale zarista ad Helsinki nel 1917. L'equipaggio sventolante faceva parte della nave Petropavlovsk

Liquidata dai massimi dirigenti bolscevichi come una rivolta prettamente borghese, e considerata dagli anarchici come la "quarta rivoluzione russa", definitivamente libertaria, l'episodio della Rivolta di Kronštadt del 1921 fu una rivolta condotta dagli stessi marinai e soldati russi che avevano contribuito alla riuscita della Rivoluzione di ottobre, uniti con i cittadini di Kronštadt contro il potere centrale bolscevico di Lenin, e a favore di un autogoverno basato su coordinamenti dei lavoratori di tipo federale e libertario.
I fatti contribuirono ad aprire un dibattito sulla politica economica da seguire, tanto è vero che entro l'anno Lenin convinse il partito a mettere fine al comunismo di guerra e a dare inizio alla Nuova Politica Economica o NEP, rafforzando la convinzione che, per difendere il nuovo Stato proletario, ogni dissenso dovesse essere represso.
Analogamente, altri contesti storici e geografici evidenziano componenti comuniste libertarie in seno alla rivoluzione russa. La Machnovščina o Armata Nera, l'esercito insurrezionalista d'Ucraina attivo tra il 1918 e il 1921, chiamato così dal nome del suo comandante, Nestor Ivanovič Machno, un anarchico che aveva iniziato una serie di azioni di guerriglia contro le truppe austro-tedesche, prendendo nel contempo contatti con i bolscevichi russi per ottenere appoggio, costituì una forte componente comunista anarchica in seno alla rivoluzione russa.
Le milizie popolari d'Ucraina, un paese quasi totalmente contadino cominciarono a riunirsi dalle campagne esprimendo la componente contadina del tutto differente da quella urbana, dove nelle città dominava in genere il potere bolscevico. Gli ideali anarchici si diffusero molto rapidamente, avendo i contadini sempre aspirato alla proprietà della terra che coltivavano da generazioni in condizioni di estremo latifondismo. I terreni sottratti ai grandi latifondisti vennero interamente consegnati ai braccianti e, per quanto possibile, si attuò l'autogestione.
Nei quattro anni di lotte che si dipanarono nel quadro della guerra civile russa, i machnovisti combatterono contro chiunque volesse mettere le mani sul Paese..
Nel 1920 i partigiani di Machno furono invitati a concludere un patto, da pari a pari, con i bolscevichi, ma insistettero per includere nell'accordo una clausola che venne giudicata inammissibile dal governo sovietico:

#### Il socialismo sovietico con Stalin
Nel 1924 come successore di Lenin salì al potere Iosif Stalin: con lui la politica sovietica e la prassi comunista cambiarono radicalmente. Elaborò una ideologia sotto la facciata della continuazione del pensiero di Marx e di Lenin e trasformò l'Unione Sovietica in uno dei peggiori regimi totalitari del XX secolo.
Stalin estromise al potere il vecchio gruppo dirigente bolscevico, del quale Lev Trockij era l'esponente più brillante, quindi si sbarazzò dei suoi rivali reali o potenziali accusandoli di varie deviazioni politiche o tradimenti immaginari.
Ogni forma di libertà fu eliminata e fu instaurato un regime di terrore in cui tutti potevano essere da un momento all'altro accusati di qualcosa, arrestati, torturati e, quando si trattava di membri del Partito Comunista dell'Unione Sovietica, spesso costretti ad ammettere i loro inesistenti delitti in pubblici processi prima di venire uccisi o internati in campi di concentramento.
Alla passione ed alle idee della rivoluzione del 1917 si sostituì l'arbitrio di Stalin.
La collettivizzazione forzata, che provocò milioni di morti, e l'industrializzazione sotto la guida statale non avevano più lo scopo di produrre una qualche forma di società socialista ma piuttosto quella di rafforzare la nazione sovietica e il potere del suo dittatore. La politica estera di Stalin passava dal sostegno aperto ai movimenti antifascisti quando la sua posizione poteva uscirne rafforzata alla ricerca di un compromesso semi-segreto con la Germania nazista per spartirsi la Polonia.
Le indicazioni che impartiva ai partiti comunisti erano ugualmente capaci di subire brusche sterzate da un momento all'altro. Ad ogni "capriola ideologica" chi sosteneva una tesi contraria veniva perseguitato e tacciato di tradimento.
Paradossalmente negli anni trenta ben pochi si accorsero della piega che la situazione stava prendendo nell'Unione Sovietica: al contrario, Stalin, con in mano tutti i mezzi d'informazione e propaganda raggiunse una popolarità anche maggiore dei dirigenti sovietici precedenti.
Seppe presentarsi ai comunisti come una guida solida e abile, alla sinistra in generale come uno dei pochi leader che facesse qualcosa per combattere il fascismo e a liberali e conservatori come un "moderato" che aveva abbandonato le velleità di Trockij di una rivoluzione permanente e che non costituiva perciò più un pericolo per gli altri paesi capitalisti. Con l'avvento del fascismo molti avevano infatti cominciato a pronosticare la morte della "democrazia borghese" e a ritenere che fascismo o socialismo sovietico fossero le sole vie possibili. L'abilità manipolatoria della propaganda e l'impossibilità per molti militanti comunisti di visitare di persona l'Unione Sovietica e rendersi conto della reale situazione del paese favorirono il dittatore.
Tra le testimonianze, comparse solo più tardi, sui campi di concentramento staliniani possiamo citare quella di Alexander Solzhenitsyn, e tra le opere letterarie di denuncia sulla repressione staliniana il romanzo Buio a mezzogiorno di Arthur Koestler, che aveva rotto con il comunismo proprio per questa ragione. Altri intellettuali che spezzarono il conformismo sull'URSS, allora imperante nel mondo progressista, furono George Orwell, André Gide, Ignazio Silone (tutti e tre ex-comunisti). Anche Antonio Gramsci, l'ex segretario del Partito Comunista d'Italia, dal carcere dove era detenuto a causa della sua opposizione al fascismo, fece conoscere la sua opposizione alla persecuzione di Trotzkij e dei vecchi dirigenti bolscevichi.
Alla fine della seconda guerra mondiale il potere di Stalin e la sua ideologia si affermarono nelle zone che l'Armata Rossa aveva liberato dal nazismo. Dove esisteva un movimento comunista di massa, come in Cecoslovacchia, le purghe eliminarono presto i dirigenti non in linea con l'Unione Sovietica o non sufficientemente malleabili.
Alla fine l'Europa orientale aveva visto nascere una cintura di Stati satelliti saldamente controllati dall'Unione Sovietica e con sistemi politico-sociali ricalcati sul modello sovietico.
La reazione dell'Occidente, che in quel momento voleva dire soprattutto gli Stati Uniti d'America, all'espansione dell'influenza dell'Unione Sovietica fu in alcuni momenti eccessiva e portò ad un progressivo irrigidimento dei due grandi blocchi, che si configurò come guerra fredda.

#### Il trotskismo

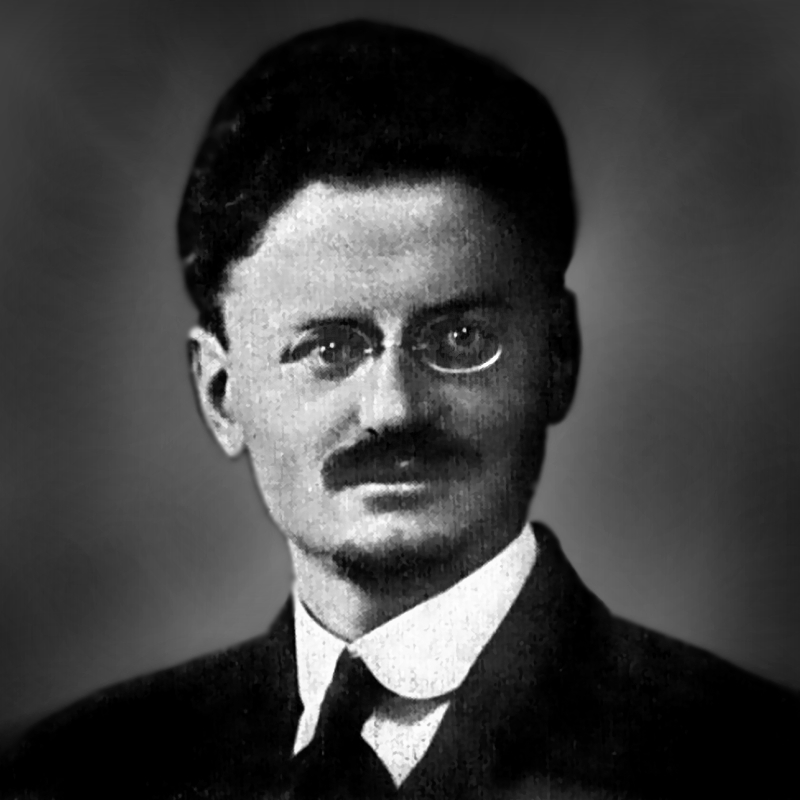
Lev Trockij

Lev Trockij, il teorico della Rivoluzione permanente, bollato come il traditore numero uno e costretto a fuggire dall'Unione Sovietica, denunciò la politica di Stalin ma con scarso successo.
Fondò una Quarta Internazionale di Partiti comunisti dissidenti detti da lui trotskisti, ma fu ucciso in Messico da un sicario di Stalin.
Nonostante Lenin preferisse Trockij come successore, Stalin riuscì ad esautorarlo e ad esiliarlo, riuscendo a portare a compimento il proprio progetto di Stato nazionale e di partito. Ne risultò una società paralizzata da un apparato burocratico elefantiaco. La cura a questa situazione fu teorizzata da Trockij ne La rivoluzione tradita e consisteva in una seconda rivoluzione ("politica" in contrasto a quella "sociale" dell'Ottobre) che avrebbe dovuto portare il popolo a riprendersi lo Stato, togliendolo di mano ai "burocrati" che avevano assunto il ruolo di casta privilegiata al potere (una forma di nuova "classe dominante") al posto dei lavoratori salariati. Trockij si interessò molto della questione del lavoro, fu contrario alle concessioni ai contadini previste dalla Nep e sostenne la necessità della militarizzazione del lavoro con sanzioni penali per i lavoratori improduttivi o indisciplinati.

## Il comunismo marxista dopo la seconda guerra mondiale
In seguito alla fine della seconda guerra mondiale, il movimento comunista di impronta marxista si trova di fronte un nuovo scenario. Il suo principale corpo centralizzato organizzativo, la Terza internazionale o Comintern, era stato dissolto e le rispettive sezioni erano ora entità indipendenti. Il Cominform fu fondato come un sostituto della disciolta internazionale, coesistendo una Quarta Internazionale di matrice trotskista.
I rapporti esteri dell'Unione Sovietica cambiarono considerevolmente.
La vittoria sul fascismo ha contribuito a un globale aumento della popolarità dei partiti comunisti, soprattutto in Europa. In molte nazioni i comunisti hanno registrato progressi elettorali. Rafforzato dalla potenziale influenze registrata attraverso il lavoro parlamentare come una nuova politica sovietica di coesistenza pacifica, la linea politica del movimento comunista cambia.

## Che Guevara

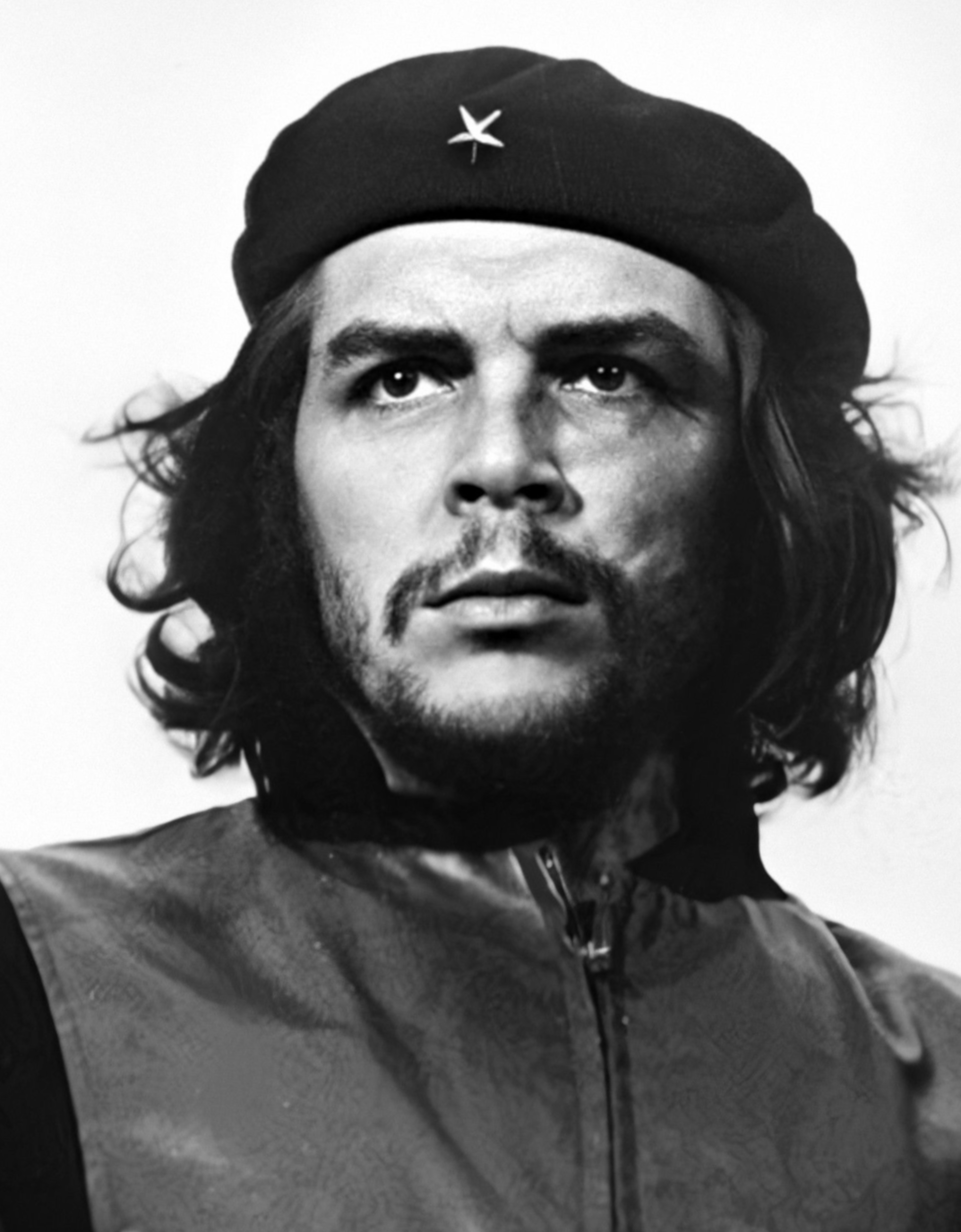
Che Guevara, foto.

Ernesto Rafael Guevara De la Serna più noto come Che Guevara (Rosario, 14 giugno 1928 – La Higuera, 9 ottobre 1967) è stato un rivoluzionario argentino.
Il soprannome di "Che" gli venne attribuito dai suoi compagni di lotta cubani in Messico, e deriva dal fatto che Che Guevara, come tutti gli argentini, pronunciava spesso l'allocuzione "che". La parola deriva dalla lingua mapuche e significa "uomo", "persona", e venne ripresa nello spagnolo parlato in Argentina ed Uruguay, per chiamare l'attenzione di un interlocutore, o più in generale, come un'esclamazione simile a "hey". Guevara fu membro del Movimento del 26 luglio e, dopo il successo della Rivoluzione cubana, assunse un ruolo nel nuovo governo, secondo per importanza al solo Fidel Castro.
Dopo il 1965, lasciò Cuba per "esportare la rivoluzione", prima nell'ex Congo Belga (ora Repubblica Democratica del Congo), poi in Bolivia. L'8 ottobre 1967, riconosciuto e poi tradito da un contadino, venne ferito e catturato da un reparto anti-guerriglia dell'esercito boliviano - assistito da forze speciali statunitensi ossia agenti speciali della CIA - a La Higuera, nella provincia di Vallegrande (dipartimento di Santa Cruz).
Il giorno successivo venne ucciso nella scuola del villaggio. Il suo cadavere - dopo essere stato esposto al pubblico a Vallegrande - fu sepolto in un luogo segreto e ritrovato da una missione di antropologi forensi argentini e cubani, autorizzata dal governo boliviano di Sanchez de Lozada, nel 1997. Da allora i suoi resti si trovano nel Mausoleo di Santa Clara a Cuba.

## Rivoluzione cubana
La Rivoluzione cubana avvenne con il rovesciamento del dittatore cubano Fulgencio Batista da parte del Movimento del 26 luglio e l'ascesa al potere di Fidel Castro. Per estensione il termine è anche usato da alcuni ideologi per indicare il processo, ancora in atto, che tenta di costruire una società tendenzialmente egualitaria secondo i principi marxisti, messo in atto dal nuovo governo cubano dal 1959.
Iniziò con l'attacco alla base militare Moncada il 26 luglio del 1953 e finì il 1º gennaio del 1959, quando Batista scappò da Cuba; Santa Clara e Santiago di Cuba furono prese dalla milizia popolare guidata da Ernesto Che Guevara e Fidel Castro.
Castro scese dalla Sierra Maestra ed entrò all'Avana dove assieme ai guerriglieri fu accolto come eroe, anche se v'è un'opinione diversa: secondo Reinaldo Arenas fu una sceneggiata in quanto Batista avrebbe abbandonato l'isola il 31 dicembre del 1958 senza neanche combattere).
Il 6 agosto del 1960 Castro nazionalizzò tutte le proprietà straniere sull'isola.
Gli Stati Uniti risposero imponendo un embargo commerciale su Cuba mai revocato.
Vi furono vari tentativi americani di rovesciare la dittatura di Castro. Il più famoso fu il fallimento dell'invasione della baia dei Porci. Durante la guerra fredda gli USA vedevano Cuba come un pericolo costante e una potenziale base strategica, ma dopo la crisi dei missili di Cuba furono costretti a impegnarsi a non invadere l'isola. Nel maggio 1961 vengono chiusi tutti i collegi religiosi e le loro sedi confiscate, il 17 settembre vengono espulsi da Cuba 131 sacerdoti diocesani e religiosi.
Nel luglio del 1961 le "Organizzazioni Rivoluzionarie Integrate" (ORI) furono formate dall'unione del "Movimento Rivoluzionario del 26 di luglio" di Fidel Castro con il "Partito Socialista Popolare" di Blas Roca e il "Direttivo Rivoluzionario 13 marzo" di Faure Chomón. Il 26 marzo l'ORI divenne il "Partito Unito della Rivoluzione Socialista di Cuba" (PURSC), che a sua volta si trasformò nel Partito Comunista di Cuba il 3 ottobre 1965, con Castro come primo segretario.

## Il comunismo oggi

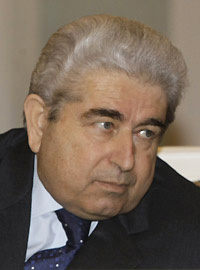
Dimitris Christofias, presidente della Repubblica di Cipro (2008-2013), primo − e finora unico − capo di Stato comunista in un paese dell'Unione europea

Dopo la caduta degli Stati socialisti del blocco orientale, il movimento comunista fu indebolito, ma non tanto da scomparire.
Dei restanti Stati socialisti, la Cina, il Vietnam e il Laos hanno mosso verso un'economia di mercato ma senza maggiore privatizzazione del settore statale.
Cuba sta in qualche misura cercando di mitigare la gravità della crisi iniziata con la caduta dell'Unione Sovietica anche grazie all'incremento dei rapporti commerciali con i suoi alleati Venezuela e Cina.
La Corea del Nord, nel perseguire invece l'ideologia più radicale dello Juche, versando in una profonda e persistente crisi sociale ed economica, non sembra riuscire a trovare un proprio equilibrio nel nuovo assetto mondiale, adottando una strategia di minacciose dichiarazioni rivolte, assai spesso, all'intera comunità internazionale.
Nel frattempo, il movimento comunista nel mondo ha ripreso iniziativa dopo la profonda crisi del 1989-1991. In Venezuela, il Partito Comunista è stato allineato con il governo di Hugo Chávez, mentre in Moldavia, il partito comunista locale vinse le elezioni in parlamento nel 2001 e nel 2005.
In Ucraina e Russia, i comunisti risultarono secondi nel 2002 e nel 2003 alle elezioni.
Nella Repubblica Ceca, il Partito Comunista risultò invece terzo nel 2002 nelle elezioni, e così fece il Partito Comunista del Portogallo nel 2005.
Durante il periodo 1970-77, il Partito Comunista d'India è stato alleato del Partito del Congresso, ed è anche stato al governo nello stato del Bengala occidentale.
La guerriglia comunista è attiva nella lotta contro i governi delle Filippine, della Colombia e del Perù. C'è anche una forte opposizione comunista alla Repubblica Islamica dell'Iran portata avanti dal Partito Comunista Operaio dell'Iran ed il suo collaboratore, il Partito Comunista Operaio dell'Iran - Hekmatista.
Entrambi i gruppi sostengono di essere i veri eredi politici del teorico marxista operaista Mansoor Hekmat, fondatore dei Partiti Comunisti Operai dell'Iran e dell'Iraq. Nonostante la forte emarginazione politica seguita alla Rivoluzione iraniana del 1979, questi partiti stanno cercando disperatamente di rovesciare la Repubblica Islamica.
In Italia, alle elezioni politiche del 2013, il Partito della Rifondazione Comunista (dal 2 aprile 2016 guidato da Maurizio Acerbo) ed il Partito dei Comunisti Italiani (confluito, nel 2016, nel Partito Comunista Italiano) si sono presentati insieme ad altre forze politiche nella lista elettorale Rivoluzione Civile, guidata dall'ex-magistrato Antonio Ingroia, che ha ottenuto il 2,25% dei consensi dei votanti e non ha superato la soglia di sbarramento imposta dalla legge elettorale. Nella stessa tornata elettorale, si è presentato da solo anche il Partito Comunista dei Lavoratori di Marco Ferrando, rimasto anch'esso sotto la soglia di sbarramento. Tutte le forze politiche comuniste sono pertanto oggi esterne al Parlamento italiano. A livello europeo, invece, Rifondazione Comunista e altre forze di ispirazione comunista hanno aderito alla coalizione L'Altra Europa con Tsipras, superando così, alle elezioni europee del 2014, la soglia di sbarramento del 4%. La lista ha portato a Strasburgo 3 deputati e deputate di cui una, Eleonora Forenza, del Partito della Rifondazione Comunista.